# Elías Pierola
Elías Pierola Etxabarri, conocido como Pierola II (Almandoz, Navarra, 12 de abril de 1944) es un expelotari español de pelota mano, que jugó en la posición de delantero. 
En su paso por el campo profesional consiguió la txapela en el campeonato de parejas en la edición del año 1978, perdiendo la final al año siguiente. Fue apodado El Genial y El zahorí, gracias a su juego espectacular, en el que buscaba constantemente puntos arriesgados merced a su gran calidad, así como por su gran visión de juego adivinando la dirección que iban a imprimir sus rivales a la pelota.

## Finales mano parejas
| Año  | Campeones                  | Subcampeones            | Tanteo | Frontón |
| ---- | -------------------------- | ----------------------- | ------ | ------- |
| 1978 | Pierola II - Maiz II       | Retegi I - Aldazabal II | 22-14  | Anoeta  |
| 1979 | Bengoetxea III - Gorostiza | Pierola II - Maiz II    | 22-15  | Anoeta  |

- Datos: Q3755078